# Gustave Héon
Pour les articles homonymes, voir Héon.
Gustave Héon (né le 30 mai 1910 à Asnières, mort le 29 septembre 1981 à Bernay) est un homme politique français.

## Biographie
Né le 30 mai 1910 à Asnières (Hauts-de-Seine), Gustave Héon est nommé professeur de mathématiques au collège de Bernay, ville dont il est le maire depuis 1944 et où il meurt le 29 septembre 1981.

## Mandats
- octobre 1944 - 1981 : maire de Bernay
- 1958 - mars 1979 : président du conseil général de l'Eure
- septembre 1945 - mars 1979 : conseiller général de l'Eure, élu dans le canton de Bernay
- 23 septembre 1962 - 29 septembre 1981 : sénateur de l'Eure

## Distinctions
- Chevalier de la Légion d'honneur
- Officier de l'ordre des Palmes académiques
- Chevalier de l'ordre du Mérite civil (1960)[2]
- Médaille de la jeunesse, des sports et de l'engagement associatif, bronze